# DK Recycling und Roheisen

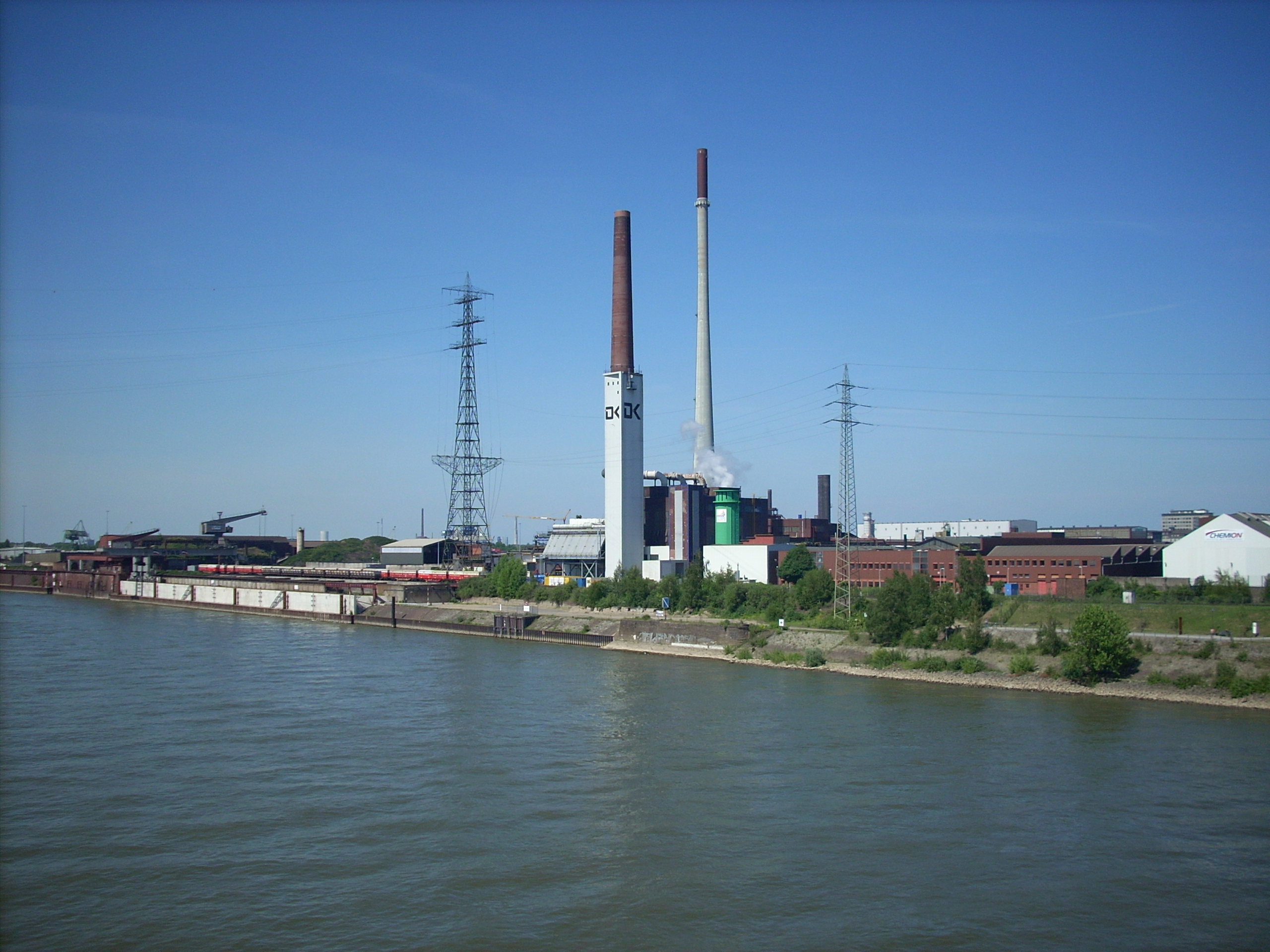

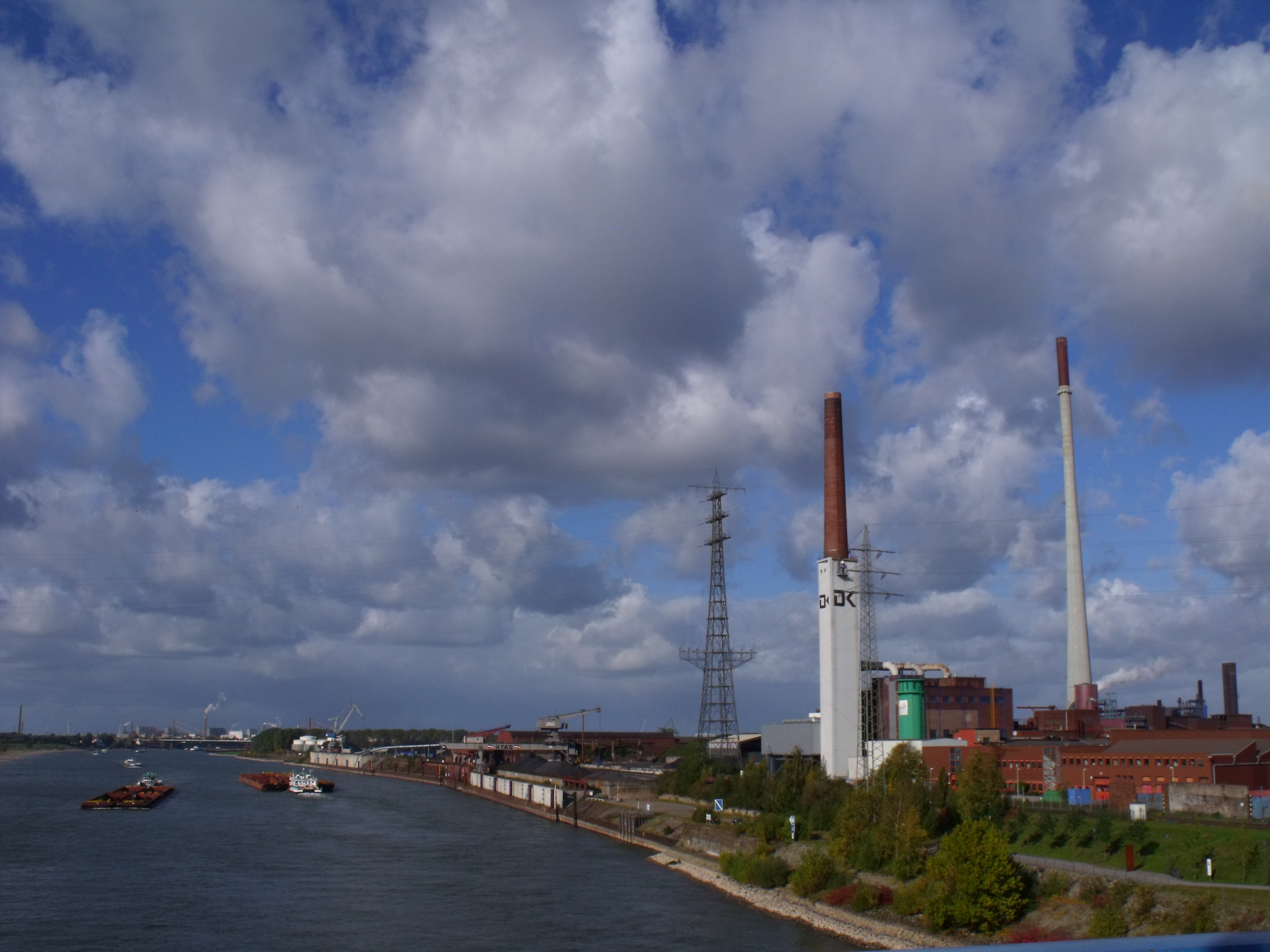

Die DK Recycling und Roheisen GmbH, ehemals Duisburger Kupferhütte wurde 1876 als ein Zusammenschluss von zehn Unternehmen der chemischen Industrie in Duisburg gegründet. Damit ist die DK das vermutlich älteste industrielle Recyclingunternehmen weltweit.
Zweck war die Aufarbeitung von metallhaltigen Rückständen (Kiesabbrand) der Schwefelsäureproduktion. Die DK bezeichnet sich heute als den weltweit größten Recycler von eisenhaltigen Reststoffen der Stahlindustrie und europäischen Marktführer für Gießereiroheisen.
Heutzutage betreibt die DK mit knapp 300 Mitarbeitern eine Sinteranlage und zwei Hochöfen mit einem Arbeitsvolumen von 580 beziehungsweise 460 Kubikmetern. Letzterer fungiert als Ersatz, sollte es im Hauptofen zu Stillständen kommen.